# 4471 Graculus
A 4471 Graculus (ideiglenes jelöléssel 1978 VB) a Naprendszer kisbolygóövében található aszteroida. Paul Wild fedezte fel 1978. november 8-án.